# Molophilus (Molophilus) drepanostylus
Molophilus (Molophilus) drepanostylus is een tweevleugelige uit de familie steltmuggen (Limoniidae). De soort komt voor in het Australaziatisch gebied.